# 西格恩冰川
71°52′S 8°36′E / 71.867°S 8.600°E
西格恩冰川（英語：Sigyn Glacier）是南極洲的冰川，位於毛德皇后地的阿斯特里德公主海岸，流經德里加爾斯基山脈和庫爾策山脈之間，以北歐神話中的西格恩命名。